# Кај (Француска)
Кај (фр. Caille) насеље је и општина у Француској у региону Прованса-Алпи-Азурна обала, у департману Приморски Алпи која припада префектури Грас.
По подацима из 2011. године у општини је живело 370 становника, а густина насељености је износила 21,82 становника/km². Општина се простире на површини од 16,96 km². Налази се на средњој надморској висини од 1160 метара (максималној 1644 m, а минималној 1122 m).

## Демографија
| 1962. | 1968. | 1975. | 1982. | 1990. | 1999. | 2011. |
| ----- | ----- | ----- | ----- | ----- | ----- | ----- |
| 114   | 124   | 109   | 144   | 176   | 220   | 370   |

График промене броја становника у току последњих година